# 大河内涼子
大河内 涼子（おおこうち りょうこ、1984年3月12日 - ）は、日本のヴァイオリニスト。神奈川県出身。高嶋ちさ子 12人のヴァイオリニストの元メンバー。

## 概要
4歳からヴァイオリン、9歳からピアノを始める。
東京都立芸術高等学校を卒業。東京音楽大学を卒業。同大学院修士課程修了。在学中、特待生奨学金を受け学内選抜者によるアンサンブルエンドレスのコンサートマスターを務めた。
これまでに葛西恭子、村上和邦、澤和樹、保井頌子、清水高師、大谷康子、海野義雄の各氏に師事。室内楽を苅田雅治、百武由紀、斎藤真知亜、浦川宜也らに師事。 作曲を松下倫士に師事。

## 受賞歴
- 第10回日本クラシック音楽コンクール・高校の部 第3位
- 第7回日本演奏家コンクール 特別賞
- 第19回市川市文化会館 新人演奏オーディション 優秀賞 新人演奏会出演
- 第8回日本アンサンブルコンクール 優秀演奏者賞、全音楽譜出版社賞

## メディア演奏
- UCC上島珈琲 WEB & TVCM「ビアブラックボール」篇（ソロ）
- TeNYテレビ新潟系ドキュメンタリー番組『NIIGATA HEROES3』音楽（ソロ）
- レオマリゾートCMソング「Resolution」（ソロ）

## レコーディング参加作品
- 大黒摩季「Spotlight」（特別オーケストラのコンサートマスター）
- 井上芳雄「幸せのピース」（大河内涼子ストリングス）
- 天童よしみ「ハバネラ、恋は野の鳥」（大河内涼子ストリングス）
- fripSide「eternal pain」

## ライブ参加
- 2008年 - 緑弦楽合奏団藤が丘コンサート
- 2009年 - 第23回定期演奏会
- 2010年 - アンサンブル神戸秋のクラシックコンサート
- 2014年 - サラブライトマン・ジャパンツアー全11公演のコンサートマスターを務める
- 2014年 - 2016年 The Platters 日本ツアーに弦楽四重奏の1stViolinで参加
- 2014年 - 2019年 The Stylistics日本ツアーに弦楽四重奏の1stViolinで参加
- 2016年 - サラブライトマン・ジャパンツアー全10公演のコンサートマスターを務める
- 2016年 - 「名探偵コナン20周年記念コンサート」大阪城ホール・東京国際フォーラム・ロームシアター京都にてコンサートマスターを務める
- 2016年 - 「山本裕ノ介オーケストラワールドwithタケカワユキヒデ」にてコンサートマスターを務める
- 2017年 - 「X JAPAN日本ツアー We are X」首席ヴィオリストを務める
- 2017年 - YOSHIKIディナーショーのコンサートマスターを務める
- 2017年　 - KinKi Kids Concert2017-2018」の特別オーケストラにてコンサートマスターを務める
- 2018年 -  「山下智久ツアー」横浜アリーナ公演 特別オーケストラにてコンサートマスターを務める
- 2019年 - 「サラブライトマン・ジャパンツアー」全7公演 指揮&コンマスTim Warburtonのもと2ndトップを務める
- 2019年 - 「読売テレビ開局60年　名探偵コナンスペシャル・コンサート2019」 大河内涼子ストリングスで参加
- 2019年 - フランス八重奏団(L’Octuor de France)による室内楽と無声映画のマリアージュ「ビヨンド・シネマ」 来日ツアー全7公演にメンバーとして参加
- 2019年 - 城南海さん「ウタアシビ10周年記念ツアー」Bunkamuraオーチャードホール公演 大河内涼子ストリングスで参加
- 2019年 - 「子ども虐待防止オレンジリボン運動」の鎮魂集会 大河内ストリングスで参加
- 2019年 - Chage　Christmas Dinner Show 2019　ソロヴァイオリンで参加。
- 2019年 - 第５２回年忘れにっぽんの歌 大河内涼子ストリングスで参加
- 2020年 - 城 南海 ウタアシビ Premium Concert 2020 ソロヴァイオリンで参加。
- 2020年 - DIR EN GREY Shinyaソロプロジェクト 「SERAPH Concert 2020 Licht of Genesis ストリングストップで参加。

- ゴダイゴ
- KinKi Kids
- ふかわりょう
- Lead
- 野口五郎
- 柴咲コウ
- 倉木麻衣
- 井上芳雄